# Халид Бешлић
Халид Бешлић (Соколац, 20. новембар 1953) босанскохерцеговачки је певач народне и поп-фолк музике.

## Биографија
Рођен је 20. новембра 1953. године у засеоку Врапци у селу Кнежина код Сокоца.
Отац Халида Бешлића Мујо, који је управљао шумским газдинством и био при војсци, умро је 1. априла 2016. као 83-годишњак у сарајевској болници; Халид је тада био на америчкој турнеји, али је стигао на џеназу која је обављена у селу код Олова где је Мујо живео од почетка рата у БиХ 1992. Мајка Бехара је била домаћица.
Бешлић је завршио тесарски занат и вишу школу за пословођу.

### Каријера
Бешлић се музиком бавио у раној младости, пратећи музикалну породицу с мајчине стране. Наступао је на школским и месним приредбама и деловао кроз културно-уметничка друштва (највише времена провео у КУД „Зијо Диздаревић”). Након што је у Југословенској народној армији одслужио обавезни војни рок (певајући у војном оркестру), Бешлић се из Кнежине преселио у Сарајево и почео да наступа у локалним ресторанима. После неколико година, његова прва музичка издања — осам синглова између 1979. и 1982. године — објавио је Дискотон, а први студијски албум под називом Сиједи старац изашао је 1981. године од истог издавача.
До 1984. године постао је познатији, популарним песмама попут Нећу, нећу дијаманте и Буди увијек сретна слушаним широм СФРЈ.
Током 1980-их Бешлић је објавио осам албума, са хит песмама Враћам се мајци у Босну, Сјећам се, Хеј, зоро, не свани и Ех, кад би ти.
Имао и више хитова у 2000-им и 2010-им. На албуму Први пољубац из 2003. године налази се истоимени хит. Песма Миљацка, названа по босанскохерцеговачкој реци, представљена је на његовом албуму 08 из 2007, а нумере Штиклом о камен и Кад заигра срце од мерака на Романији из 2013.
Бешлић је снимио укупно 18 албума и преко 200 композиција те извео велики број концерата у домовини и другим земљама света.

### Приватни живот
Халид Бешлић се оженио Сејдом у новембру 1977. године.
Током распада СФРЈ 1990-их, у Босни и Херцеговини је избио рат; Бешлић је организовао више од 500 хуманитарних концерата широм Европе за жртве у својој домовини. Помагао је и угрожене у поплавама у БиХ маја 2014. и бавио се другим хуманитарним активностима.
За вокални допринос музичкој уметности добио је бројне награде (уз то је члан Удружења музичара Босне и Херцеговине) и остварио значајан финансијски успех. Власник је бензинске пумпе и хотела на периферији Сарајева (Семизовац, Вогошћа), а промовисао је и бренд ХБ кафе.
Појавио се у серији Убице мог оца; у једној од сцена у кафани, уз пратњу српских музичара, изводи песму Ја без тебе не могу да живим.

#### Саобраћајна незгода 2009.
Дана 10. марта 2009. године Бешлић је напустио своју бензинску пумпу око 4 сата ујутро и на Кобиљој Глави слупао се са својом шкодом Superb, након излетања с пута услед поледице. Бешлић, који није био везан сигурносним појасем, задобио је тешке повреде лица и десног ока, а у почетку је био у коми. Обожаваоци у БиХ су показали забринутост и чекали су било какве вести о његовом стању. На крају је постигао потпуни опоравак, с тим да покушаји да спасе око предузимани у болницама у БиХ, Турској и Белгији нису били успешни. Након опоравка, Халид се вратио на музичку сцену. Значајно је да је одржао велики концерт у Загребу крајем октобра 2009. године.
Раније је преживео саобраћајну незгоду 1986. године са певачицом Сузаном Манчић. По сопственој изјави има проблем са шећерном болешћу.

## Фестивали
- 1984. МЕСАМ — Нећу, нећу дијаманте
- 1985. МЕСАМ — И занесен том љепотом
- 1986. Посело године 202 — И занесен том љепотом
- 1986. МЕСАМ — Враћам се мајци у Босну
- 1988. МЕСАМ — Мостови туге / Враћам се мајци у Босну / Ех, кад би ти... (гост ревијалног дела фестивала)
- 1988. Посело године 202 — Нећу, нећу дијаманте
- 1988. Вогошћа, Сарајево — Заљубљен сам, стара мајко
- 1990. Вогошћа, Сарајево — Суморне јесени
- 2000. Форте, Сарајево — Свирај нешто народно (дует са Доном Арес)
- 2008. Бихаћ — Ој јесени туго моја
- 2018. Фестивал севдалинке ТК, Тузла — Ој јесени, туго моја / Пролази јесен (гост ревијалне вечери фестивала)
- 2020. Фестивал севдалинке ТК, Тузла — Ој јесени, туго моја (гост ревијалне вечери фестивала)
- 2021. CMC фестивал, Водице — Искра (дует са Индиром Левак)
- 2023. Фестивал севдалинке, Тузла - О, јесени туго моја / Романија, гост ревијалне вечери фестивала

## Дискографија
Синглови
- Грешница / Не буди ми наду (1979)[20]
- Сиједи старац / Зашто је морало тако да буде (1980)
- Мирела / Пет година волио сам тебе (1981)
- Пјесма само о њој / Домовино, у срцу те носимо (1982)

Студијски албуми
1. Сиједи старац (1981)
2. Пјесма само о њој (1982)
3. Дијаманти... (1984)[21]
4. Збогом ноћи, збогом зоре (1985)[22]
5. Отров (1986)[23]
6. Заједно смо јачи (1986)
7. Ех, кад би ти рекла ми, волим те (1987)[24]
8. Мостови туге (1988)[25]
9. Опет сам се заљубио (1990)
10. Љиљани (1991)
11. Граде мој (1993)
12. Не зови ме, не тражи ме (1996)
13. Робиња (1998)[26]
14. У име љубави (2000)[27]
15. Први пољубац (2003)
16. 08 (2007)
17. Романија (2013)
18. Требевић (2020)

Концертни албуми
- Хала Пионир Београд (уживо) (1988)
- Концерт Скендерија (2001)
- Халид Бешлић и гости: Зетра лајв (2004)
- Халид уживо у Арени (2009)
- Халид Бешлић и Црвена јабука: Мелбурн, Аустралија (2012)

Дуети и сарадње
- Немој да плачеш (1986) — са Сњежаном Комар
- Плачем (1997) — са Зехром Бајрактаревић
- Свирај нешто народно (2003) — са Доном Арес
- Рана јесен (2004) — са Бранком Соврлић
- Шта је то (?) — са Селмом Мухединовић
- Да ли, да ли да дам (?) — са Нином Пршешом и Тифом
- Заробљеник успомена (2011) — са Данијелом Мартиновић
- Улица уздаха (?) — са Луном (Кристина Чанковић, Чеда Чворак и др.)
- Не зна јуче да је сад (2012) — са Вики
- Тамбураши (2013) — са Легендама
- Карта свијета (2013) — са Џиџом
- Само једном (2015) — са Јасном Госпић
- Ноћне птице (2015) — са Зораном Калезићем

Видеографија
| Спот                         | Год. | Режисер             |
| ---------------------------- | ---- | ------------------- |
| Немој да плачеш              | 1986 |                     |
| Плачем                       | 1997 | EMDC                |
| Сарајево срећо моја          |      |                     |
| Црна ружо                    |      |                     |
| Нећу нећу дијаманте          |      |                     |
| Младост је отишла            |      |                     |
| Заљубљен сам стара мајко     |      |                     |
| Ој Зефире                    |      |                     |
| Буди увијек срећна           |      |                     |
| Враћам се мајци у Босну      |      |                     |
| Робиња                       |      | Хајат               |
| Ех кад би ти                 |      |                     |
| Рана јесен                   | 2004 |                     |
| Улица уздаха                 | 2007 |                     |
| Далидалидадам                | 2009 |                     |
| Не зна јуче да је сад        | 2011 | ДМ                  |
| Тамбураши                    | 2011 | ГМР фактори         |
| Окуј ме царе                 |      |                     |
| Први пољубац                 |      |                     |
| У мени јесен                 |      |                     |
| Шта је то                    | 2013 |                     |
| Сиједе                       | 2013 |                     |
| Заробљеник успомена          | 2013 |                     |
| Севдах да се догоди          | 2013 |                     |
| Двадесете                    | 2013 |                     |
| Свирај нешто народно         | 2013 |                     |
| Миљацка                      | 2013 |                     |
| Кад заигра срце од мерака    | 2013 |                     |
| Просуле се године            | 2013 | Инвенио филмс       |
| Мало је мало дана            | 2014 |                     |
| Јел’ ти жао што се растајемо | 2015 | Јасмин Дураковић    |
| Романија                     | 2015 | Инвенио филмс       |
| Само једном                  | 2015 |                     |
| Лаванда                      | 2015 |                     |
| Ноћне птице                  | 2015 |                     |
| Ја без тебе не могу да живим | 2016 | Предраг Антонијевић |
| Кад си дисала за мене        | 2017 |                     |
| Таман је                     | 2018 | Мурис Беглеровић    |
| Требевић                     | 2020 | Јасмин Пивић        |
| Од поноћи до поноћи          | 2020 | Кенан Куленовић     |
| Да вријеме стане             | 2020 | Џенан Јахић         |
| Анђео из мог сокака          | 2022 | Марко Јованчић      |
| Карта свијета                | 2023 | EMDC                |